# Piz d’Err
Der Piz d’Err ⓘ ist ein 3378,3 m ü. M. hoher Berg in den Albula-Alpen im Kanton Graubünden im hinteren Val d’Err, östlich von Mulegns und Rona. Es handelt sich um den namensgebenden Knotenpunkt der Err-Gruppe. Was die Höhe angeht, wird er jedoch vom Piz Güglia (Piz Julier) und dem Piz Calderas leicht überragt.
Der Piz d’Err bietet dank seiner Dominanz – vor allem Richtung Westen – eine aussergewöhnliche Fernsicht bis in die Berner und Walliser Alpen (Schreckhorn, Lauteraarhorn, Eiger, Mönch, Finsteraarhorn, Aletschhorn, Dom, Allalinhorn oder das 150,34 km entfernte Schwarzberghorn).

## Lage und Umgebung
Der Piz d’Err ist Namensgeber der Err-Gruppe im Err-Gebiet, das seinerseits zu den Albula-Alpen gehört. Vom Piz d’Err aus gehen Zweige nach Süden und Südosten über die Tschima da Flix bis zum Piz Güglia und dem Piz Ot, nach Osten zwischen Albulapass und Val Bever bis zur Crasta Mora, sowie nach Norden der Zweig der Bergüner Stöcke.
Über den Gipfel verlief bis 2016 die Gemeindegrenze zwischen Tinizong-Rona und Sur, heute liegt der Berg in der Gemeinde Surses. Die Grenze zu Bever befindet sich 370 m südöstlich des Gipfels. Der Piz d’Err wird im Norden durch die Val d’Err, im Osten  durch das Val Bever und im Westen durch das Oberhalbstein eingefasst.
Zu den Nachbargipfeln gehören der Piz Bleis Marscha, der Piz Laviner, der Piz Jenatsch, der Piz Calderas, der Piz Cucarnegl und der Castalegns. Im Nordwesten und im Osten des Piz d’Err liegen zwei kleine Gletscher sowie im Südosten der Vadret d’Err.
Talorte sind Tinizong, Rona und Sur im Oberhalbstein sowie Bever im Oberengadin. Häufige Ausgangspunkte sind die Chamanna Jenatsch, die Alp Flix und die Alp d'Err.

## Kreuzworträtsel
Als dreibuchstabiger Err ist der Piz d’Err in Kreuzworträtseln häufig mit Definitionen wie „Berg bei St. Moritz“, „Bergstock der Albula-Alpen“, „schweiz. Berg“ etc. anzutreffen.

## Namensherkunft
Gemäss Studer (1896) stammt das Wort Err vom keltischen Wort err für ‚Schnee‘ ab.
v. Planta und Schorta (1979), Schorta (1985) sowie Schorta (1988), die Anspruch auf strenge Wissenschaftlichkeit erheben, geben die urkundliche Erwähnung von 1271 und 1280 von Petrus de Erro an, was beweise, dass das Tal Val d’Err dauernd besiedelt war. Die Herkunft des Namens geben sie jedoch als unbekannt an.

## Routen zum Gipfel

### Von Südosten über den Vadret d’Err
Normalroute (mit Gletscherbegehung)
- Ausgangspunkt: Chamanna Jenatsch (2652 m)
- Schwierigkeit: WS
- Zeitaufwand: 2½ Stunden

### Durch das Südcouloir
Gewöhnlicher Weg aus dem Oberhalbstein. Sehr steiles Firn- bzw. Geröllcouloir. Im Spätsommer bei Ausaperung oder blankem Eis im Anstieg nicht empfehlenswert.
- Ausgangspunkt: Sur (1595 m) oder Cuorts (Alp Flix) (1963 m)
- Schwierigkeit: ZS-
- Zeitaufwand: 5½ Stunden von Sur oder 4½ Stunden von Cuorts

Alp Flix und Piz d’Err. Historisches Luftbild von Werner Friedli (1949)

### Über die Südwest-Wandrippe
Vorsicht vor Steinschlaggefahr!
- Ausgangspunkt: Sur (1595 m) oder Cuorts (Alp Flix) (1963 m)
- Schwierigkeit: ZS-
- Zeitaufwand: 6 Stunden von Sur oder 5 Stunden von Cuorts

### Durch die Westwand
- Ausgangspunkt: Sur (1595 m) oder Cuorts (Alp Flix) (1963 m)
- Schwierigkeit: ZS-
- Zeitaufwand: 5½ Stunden von Sur oder 4½ Stunden von Cuorts

### Über den Nordkamm
Mit Gletscherbegehung
- Ausgangspunkt: Tinizong (1232 m), Pensa (1659 m) oder Alp d’Err (2178 m)
- Schwierigkeit: WS
- Zeitaufwand: 8 Stunden von Tinizong, 6½ Stunden von Pensa oder 4½ Stunden von Alp d’Err

### Von der Alp Flix zum Nordkamm
- Ausgangspunkt: Sur (1595 m) oder Cuorts (Alp Flix) (1963 m)
- Schwierigkeit: WS
- Zeitaufwand: 5½ Stunden von Sur oder 4½ Stunden von Cuorts

### Winterroute von der Chamanna Jenatsch
- Ausgangspunkt: Chamanna Jenatsch (2652 m)
- Schwierigkeit: Mittlerer Alpinskifahrer
- Zeitaufwand: 2½ Stunden

### Winterroute von Tinizong/Val d’Err
Physisch und technisch sehr anspruchsvolle Route
- Ausgangspunkt: Tinizong (1232 m)
- Schwierigkeit: Sehr guter Alpinskifahrer
- Zeitaufwand: 8 Stunden

## Galerie

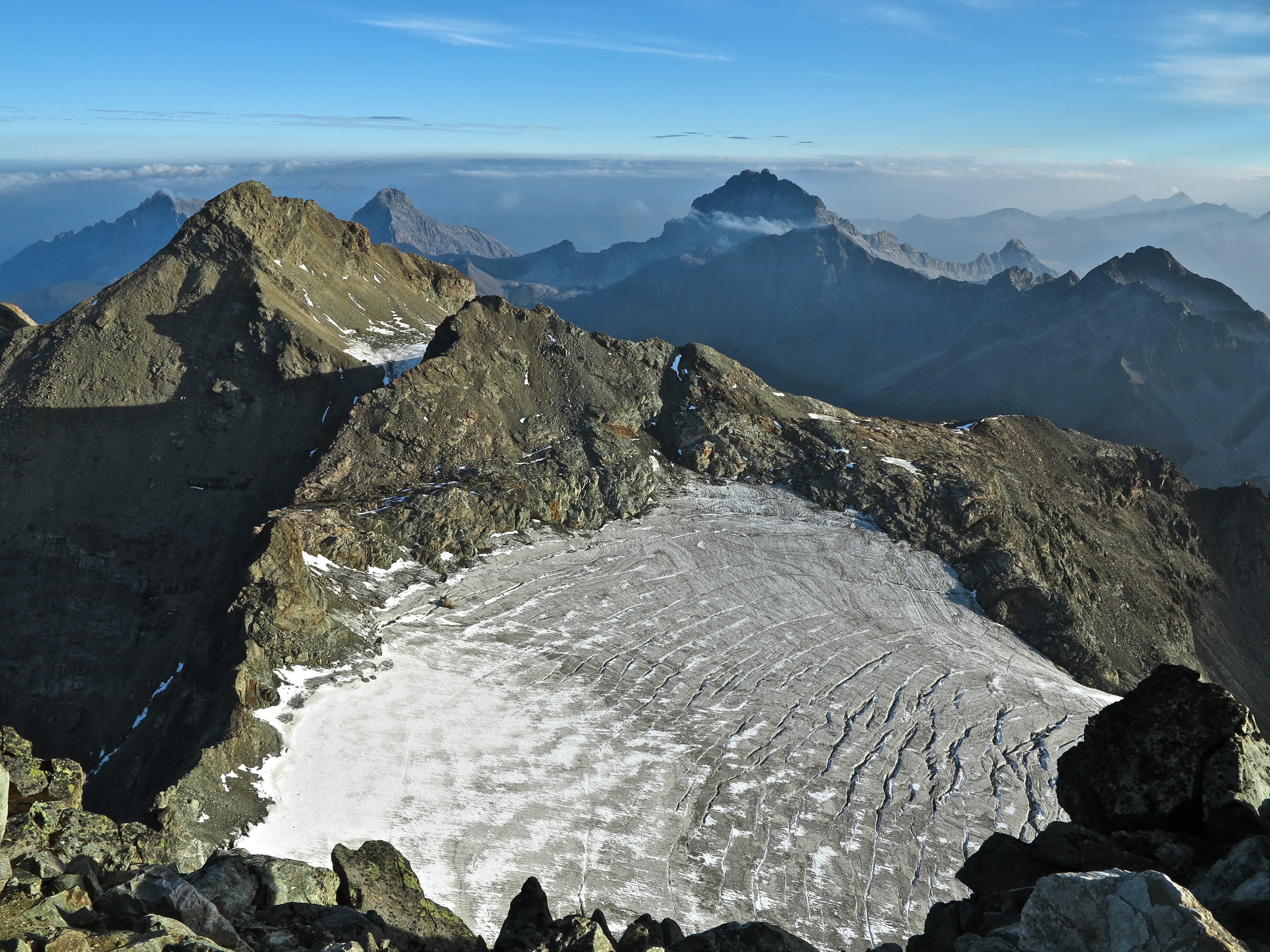
Der Piz d’Err und der Vadret d’Err, aufgenommen vom Piz Calderas
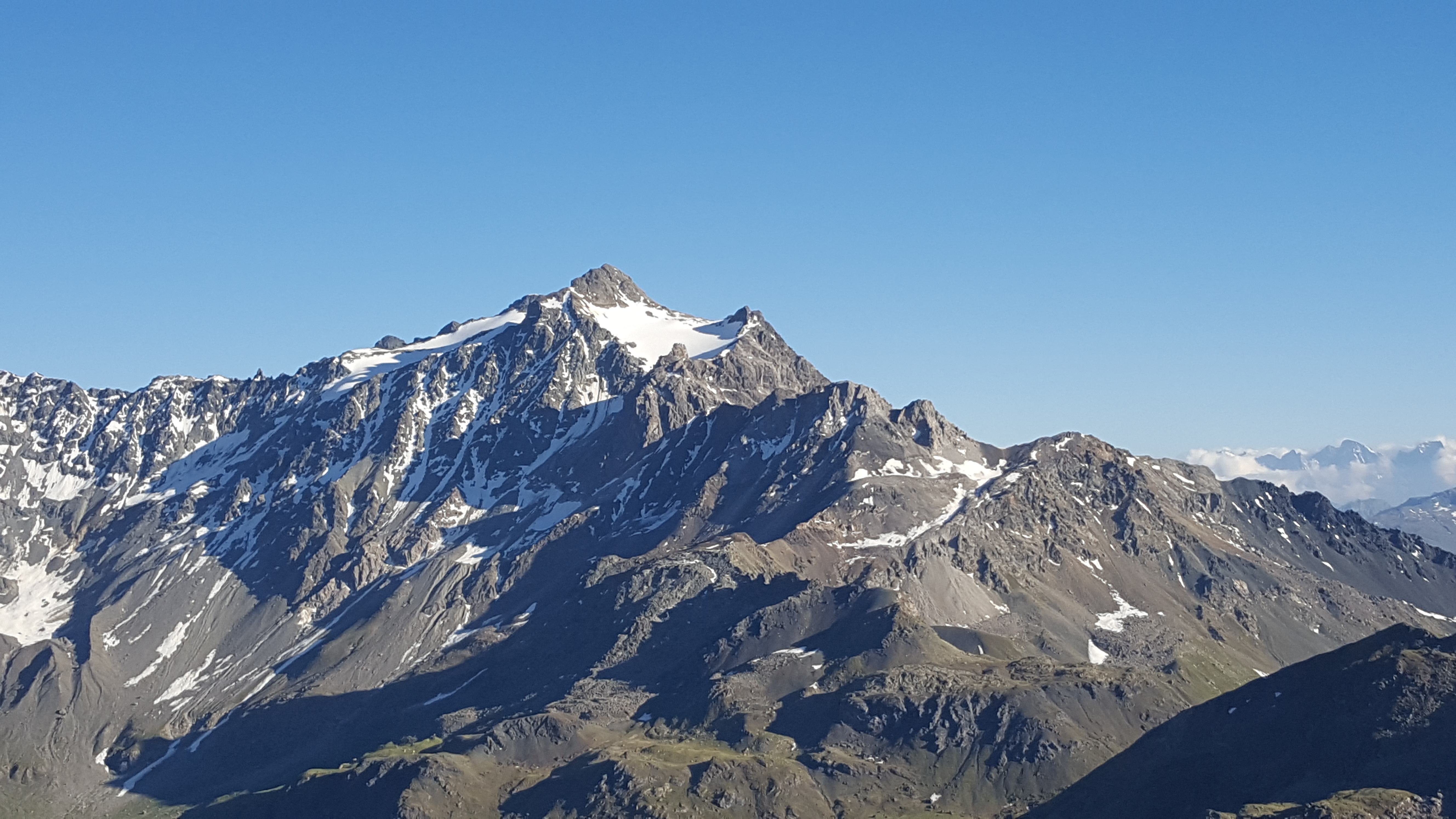
Der Piz d’Err, aufgenommen vom Piz Furnatsch
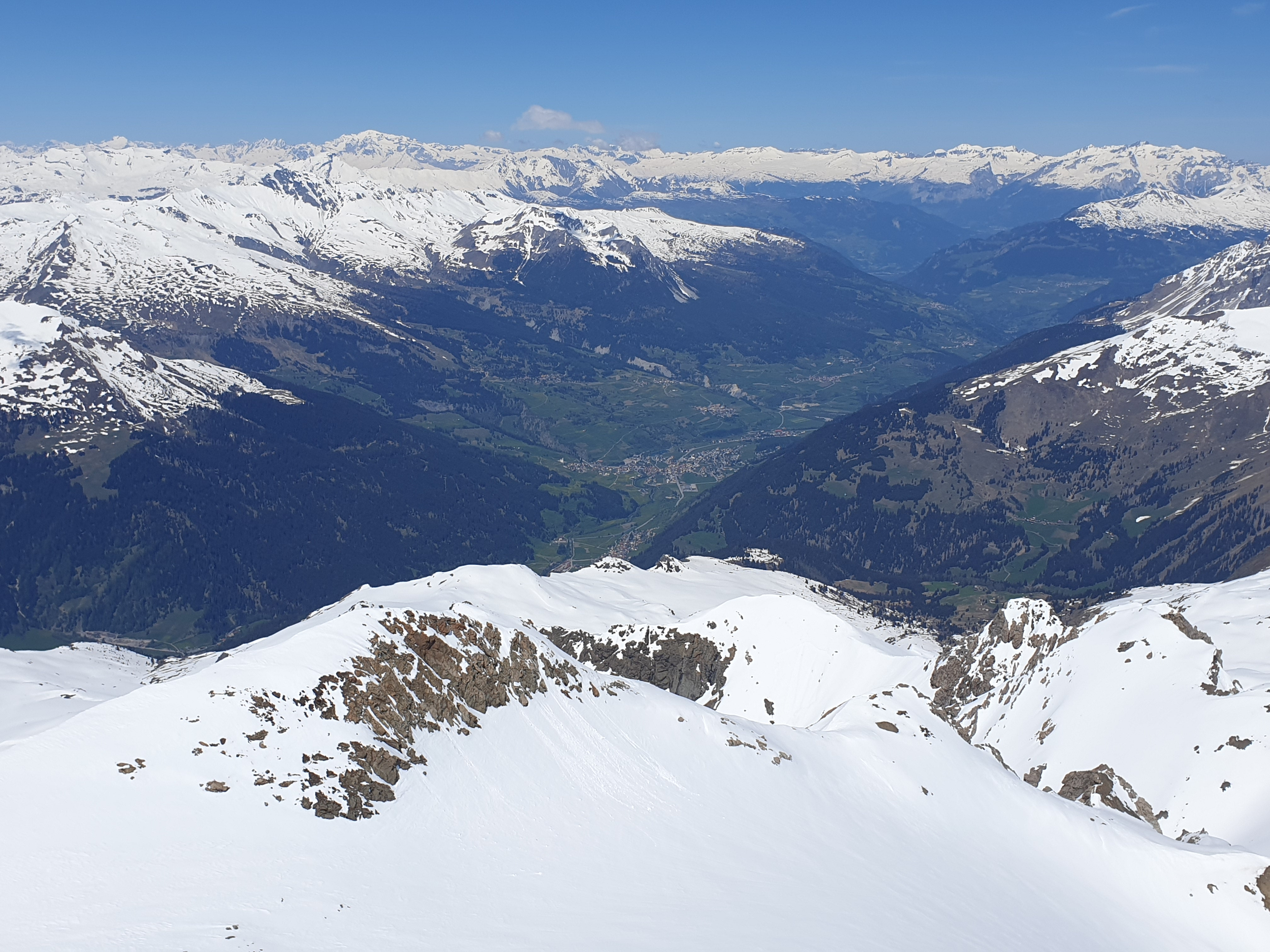
Blick ins Sotgôt (untere Talstufe des Oberhalbsteins bis Tinizong) aufgenommen vom Piz d’Err
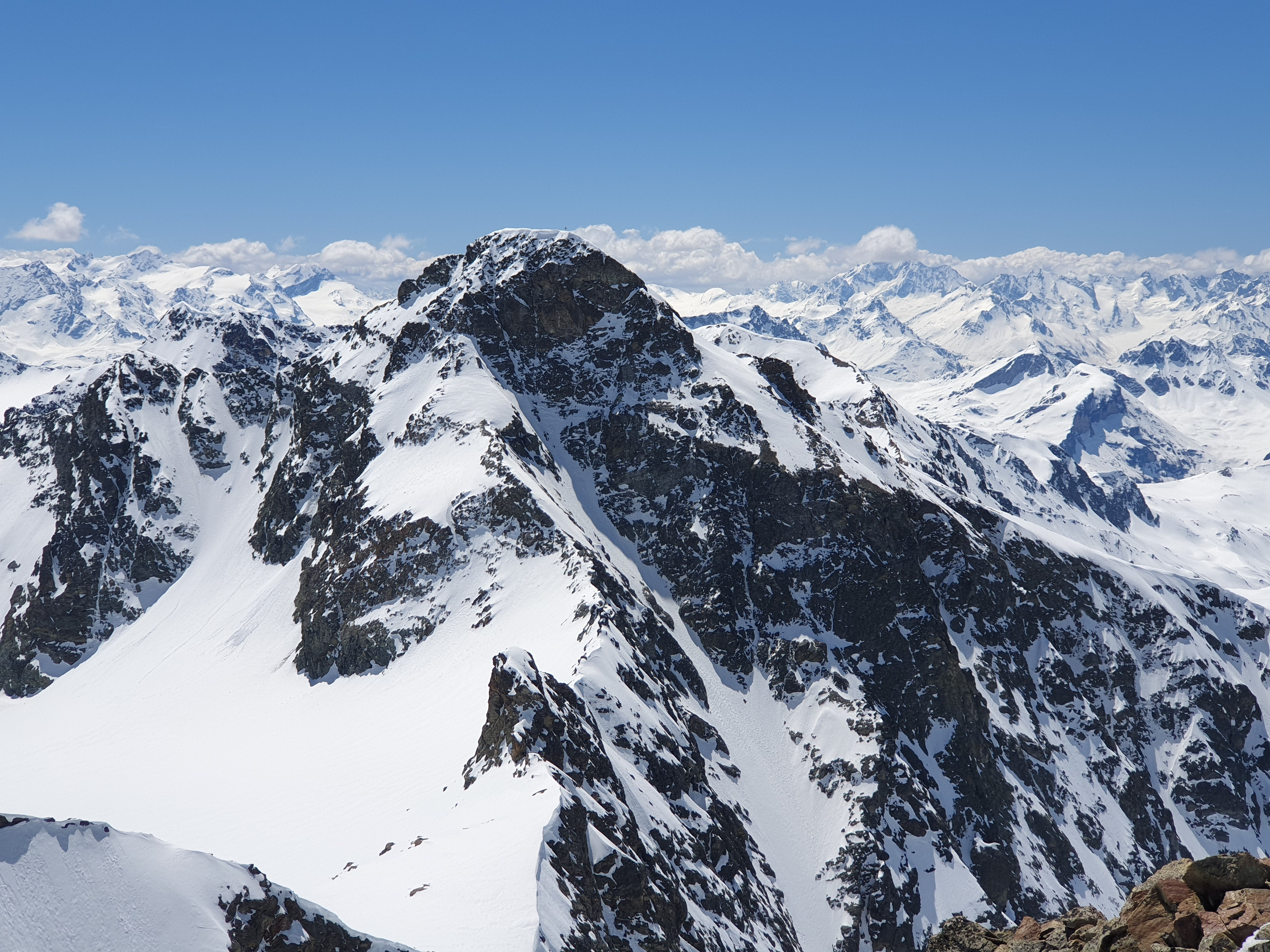
Piz Calderas, aufgenommen vom Piz d’Err